# The Maid at the Helm
The Maid at the Helm è un cortometraggio muto del 1911 scritto e diretto da Francis Boggs.

## Trama
Sopravvissuti a un naufragio, il capitano Barker, sua figlia Elizabeth e il marinaio Bill sono tratti in salvo dalla baleniera Dakota. Bill, che soffre di esaurimento dopo il naufragio, diventa geloso di Elizabeth e di Treavor, il capitano della baleniera. La follia si impadronisce di Bill, che si ammutina e poi, dopo essersi gettato in mare, riuscito a tornare a bordo, si impadronisce dell'imbarcazione. Sarà Elizabeth che, preso il comando nelle sue mani, salverà Treavor e i suoi uomini.

## Produzione
Il film fu prodotto da William Nicholas Selig per la sua compagnia, la Selig Polyscope Company.

## Distribuzione
Distribuito dalla General Film Company, il film - un cortometraggio di una bobina - uscì nelle sale cinematografiche statunitensi il 7 dicembre 1911.